# Келвін Джек
Келвін Джек (англ. Kelvin Jack, нар. 29 квітня 1976, Трінсіті) — тринідадський футболіст, що грав на позиції воротаря.
Виступав, зокрема, за клуб «Данді», а також національну збірну Тринідаду і Тобаго.

## Клубна кар'єра
Народився 29 квітня 1976 року в місті Трінсіті. Розпочав грати у футбол на батьківщині за клуби «Трінсіті Юнайтед» та «Джо Паблік». З 1997 року став виступати у США в команді Коледжу Явапай, з якою виграв NJCAA. 1999 року повернувся на батьківщину, де грав за «Док'с Хелвалаас», «Дабл-Ю Конекшн» та «Сан-Хуан Джаблоті».
2004 року перейшов у англійський «Редінг», але не виступав у клубі і був пізніше проданий команді шотландської Прем'єр-ліги «Данді», де залишився, незважаючи на їх виліт до шотландського Першого дивізіону у 2005 році. Відіграв за команду з Данді наступні два сезони своєї ігрової кар'єри.
В подальшому протягом 2006—2012 років захищав кольори нижчолігових англійських клубів «Джиллінгем», «Саутенд Юнайтед», «Дарлінгтон», «Кеттерінг Таун», «Горнчерч» та «Мейдстон Юнайтед».
Завершив професійну ігрову кар'єру у клубі «Кеттерінг Таун», у складі якого вже виступав раніше. Прийшов до команди 2012 року, захищав її кольори до припинення виступів на професійному рівні у 2013.

## Виступи за збірну
1 травня 1997 року дебютував в офіційних іграх у складі національної збірної Тринідаду і Тобаго в матчі проти Ямайки (1:1). 
Поступово Джек став основним воротарем збірної, зігравши у всіх трьох матчах на Золотому кубку КОНКАКАФ 2005 року у США, а також допоміг команді вийти на чемпіонат світу 2006 року у Німеччині, вперше в історії збірної. Джек повинен був грати в першій грі проти Швеції (0:0), але отримав травму на розминці перед матчем, через що у матчі зіграв другий воротар Шака Гіслоп. Джек пізніше описав це як «сумний день його життя». Також Келвін пропустив і другий матч проти Англії. Джек зіграв лише у третьому матчі турніру, проти Парагваю, де остров'яни програли 0:2 і змушені були повернутись додому після групового етапу. Цей матч став останнім для Келвіна Джека у футболці збірної.
Протягом кар'єри у національній команді, яка тривала 10 років, провів у формі головної команди країни 33 матчі.